# 三位一体のエリザベト
三位一体のエリザベト（さんみいったいのエリザベト、Elisabeth de La Trinité, Elizabeth of the trinity, 1880年7月18日 - 1906年11月9日）、あるいは三位一体のエリザベットはフランスのカルメル会修道女、カトリック教会の聖人。本名エリザベート・カテー（Élisabeth Catez）。

## 生涯

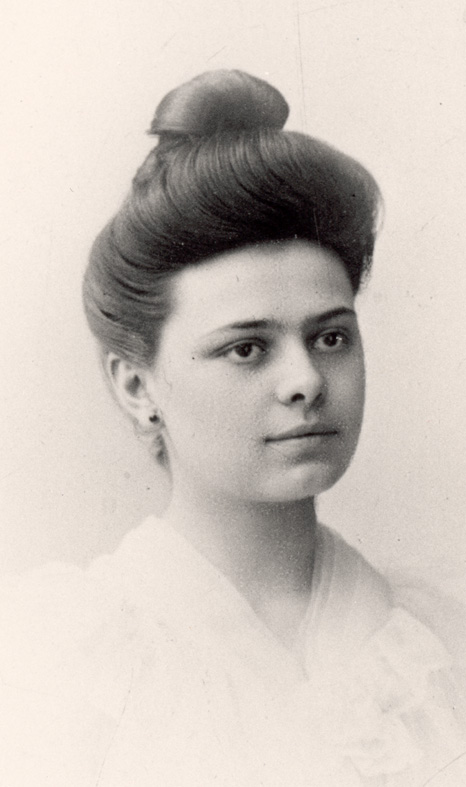
20歳の三位一体のエリザベト

ブルゴーニュの敬虔なカトリックの家庭に生まれ、父は軍人を務めていた。その後、ディジョンに移住する。幼少の頃に父を亡くし、妹とともに母の手で育てられた。10代の頃からカルメル会に憧れはじめたが母の説得に応じて21歳まで世俗に留まり、ダンス、勉学などに励み、特にピアノの才能に花を開かせ、コンクールに優勝するほどの腕前であった。それでも、神との信頼を深くしてきた。
21歳の誕生日を迎え、ディジョンにあるカルメル会の修道院に入会、『三位一体のエリザベト』の修道名を授けられる。以後、修道生活を送る傍ら、修道名の由来である三位一体の神秘による信仰をいっそう強くした。25歳を過ぎると、当時不治の病であったアジソン病に罹り、余命いくばもないと悟り、1906年、26歳で死去する。生前、彼女が作成した「三位一体なる神へ祈り」が世界中に唱えられ広まってゆく。1984年11月25日、ヨハネ・パウロ2世によって列福された。更に2016年10月17日、フランシスコによって列聖された。

## 主な著作・関連書籍
- 『あかつきより神を求めて』 ドン・ボスコ社発行
- 『いのちの泉へ』 同上 ISBN 4886260284
- 『三位一体のエリザベト 神は私のうちに 私は神のうちに』 菊池多喜子著、同上 ISBN 4886264174
- 『追憶 三位一体のスール・エリザベト伝』 同上